# Ovalipes ocellatus

Ovalipes ocellatus är en kräftdjursart som beskrevs av Johann Friedrich Wilhelm Herbst 1799. Ovalipes ocellatus ingår i släktet Ovalipes och familjen simkrabbor.
Den förekommer i Atlanten från Kanada till Georgia och livnär sig huvudsakligen på blötdjur som Spisula solidissima.